# Dristor (stacja metra)
Dristor – stacja metra w Bukareszczie, na linii M1 i M3. Stacja została otwarta w 1981.